# MTV Movie Awards 2002
Confira os vencedores (em negrito) e os indicados ao MTV Movie Awards 2002.

## Melhor Filme
- Black Hawk Down (Falcão Negro em Perigo)
- Legally Blonde (Legalmente Loira)
- Shrek (Shrek)
- The Fast and the Furious (Velozes e Furiosos)
- The Lord of the Rings: The Fellowship of the Ring (O Senhor dos Anéis - A Sociedade do Anel)

## Melhor Ator
- Elijah Wood (The Lord of the Rings: The Fellowship of the Ring)
- Josh Hartnett (Pearl Harbor)
- Russell Crowe (A Beautiful Mind)
- Vin Diesel (The Fast and the Furious)
- Will Smith (Ali)

## Melhor Atriz
- Angelina Jolie (Lara Croft: Tomb Raider)
- Halle Berry (Monster's Ball)
- Kate Beckinsale (Pearl Harbor)
- Nicole Kidman (Moulin Rouge)
- Reese Witherspoon (Legally Blonde)

## Melhor Revelação Masculina
- Colin Hanks (Orange County)
- DMX (Exit Wounds)
- Daniel Radcliffe (Harry Potter and the Sorcerer Stone)
- Orlando Bloom (The Lord of the Rings: The Fellowship of the Ring)
- Paul Walker (The Fast and the Furious)

## Melhor Revelação Feminina
- Anne Hathaway (The Princess Diaries)
- Britney Spears (Crossroads)
- Mandy Moore (A Walk to Remember)
- Penélope Cruz (Blow)
- Shanny Sossamon (A Knight's Tale)

## Melhor Equipe
- Ben Stiller e Owen Wilson (Zoolander)
- Cameron Diaz, Mike Myers e Eddie Murphy (Shrek)
- Casey Affleck, Scott Caan, Don Cheadle, George Clooney, Matt Damon, Elliott Gould, Eddie Jemison, Bernie Mac, Brad Pitt, Shaobo Kin e Carl Reiner (Ocean's Eleven)
- Jackie Chan e Chris Tucker (Rush Hour 2)
- Vin Diesel e Paul Walker (The Fast and the Furious)

## Melhor Luta
- Angelina Jolie contra o robô (Lara Croft: Tomb Raider)
- Chris Tucker e Jackie Chan contra a máfia em Hong Kong (Rush Hour 2)
- Christopher Lee contra Ian McKellen (The Lord of the Rings: The Fellowship of the Ring)
- Jet Li contra ele mesmo (The One)

## Melhor Cena de Ação
- Ataque dos japoneses (Pearl Harbor)
- Batalha na cavernadas tumbas (The Lord of the Rings: The Fellowship of the Ring)
- Corrida final (The Fast and the Furious)
- Primeiro acidente de helicóptero (Black Hawk Down)

## Melhor Sequência Musical
- Chris Tucker (Rush Hour 2)
- Ewan McGregor e Nicole Kidman (Moulin Rouge)
- Heath Ledger e Shanny Sossamon (A Knight's Tale)
- Nicole Kidman (Moulin Rouge)

## Melhor Beijo
- Heath Ledger e Shanny Sossamon (A Knight's Tale)
- Jason Biggs e Seann William Scott (American Pie 2)
- Mia Kirshner e Beverly Polcyn (Not Another Teen Movie)
- Nicole Kidman e Ewan McGregor (Moulin Rouge)
- Renée Zellweger e Colin Firth (Bridget Jones's Diary)

## Melhor Vilão
- Aaliyah (Queen of the Damned)
- Christopher Lee (The Lord of the Rings: The Fellowship of the Ring)
- Denzel Washington'  (Training Day)
- Tim Roth (Planet of the Apes)
- Zhang Ziyi (Rush Hour 2)
- Daveigh Chase  (The Ring)

## Melhor Comediante
- Chris Tucker (Rush Hour 2)
- Eddie Murphy (Shrek)
- Mike Myers (Shrek)
- Reese Witherspoon (Legally Blonde)
- Seann William Scott (American Pie 2)